# Passiflora gracilens
Passiflora gracilens (A. Gray) Harms – gatunek rośliny z rodziny męczennicowatych (Passifloraceae Juss. ex Kunth in Humb.). Występuje naturalnie w Peru oraz Boliwii. 

## Morfologia
PokrójZdrewniałe, trwałe, nagie liany.
LiściePotrójnie klapowane, rozwarte lub ostrokątne u podstawy. Mają 0,7–5,5 cm długości oraz 2–8,5 cm szerokości. Ząbkowane lub prawie całobrzegie, z tępym lub ostrym wierzchołkiem. Ogonek liściowy jest nagi i ma długość 5–10 mm. Przylistki mają 2–7 mm długości.
KwiatyPojedyncze. Działki kielicha są podłużne, różowe, mają 0,8–2 cm długości. Płatki są podłużne, różowe, mają 0,8–2 cm długości. Przykoronek ułożony jest w jednym rzędzie, purpurowy, ma 1 mm długości.
OwoceSą jajowatego lub elipsoidalnego kształtu. Mają 3,5–5 cm długości i 1–1,8 cm średnicy.

## Biologia i ekologia
Występuje wśród roślinności krzewiastej na wysokości 2400–3500 m n.p.m.